# مومير رنيتش
مومير رنيتش (بالإنجليزية: Momir Rnić)‏ (و. 1955  م) هو لاعب كرة يد يوغوسلافي، شارك في الألعاب الأولمبية الصيفية 1988، والألعاب الأولمبية الصيفية 1980، والألعاب الأولمبية الصيفية 1984، وبطولة العالم لكرة اليد للرجال 1986، مركز لعبه هو محور ‏.

## روابط خارجية
- مومير رنيتش على موقع اللجنة الأولمبية الدولية (الإنجليزية)
- مومير رنيتش على موقع أوليمبيديا (الإنجليزية)